# SN 1981J
SN 1981J – supernowa typu I odkryta 11 marca 1981 roku w galaktyce M+07-29-43. W momencie odkrycia miała maksymalną jasność 15,00m.